# مختبرات تطوير المصادر المفتوحة
مختبرات تطوير المصادر المفتوحة (OSDL) هي منظمة غير ربحية مدعومة من قبل الاتحاد العالمي وهدفها الإسراع في نشر نظام التشغيل لينكس الخاص بحوسبة الشركات. تأسست في عام 2000، ومن أهدافها أن تكون مركز تشجيعي لجذب صناعة اللينكس.
في 22 يناير / 2007 قامت OSDL و Free Standards Group بالاندماج لتشكل مؤسسة نظام التشغيل لينكس، ولتقريب وجهات نظر كل منهما تم التركيز على تعزيز نظام التشغيل لينكس لينافس نظام تشغيل مايكروسوفت ويندوز.

## الأنشطة
قامت OSDL برعاية مشاريع مهمة في مجال الصناعة، بما في ذلك مبادرات جادة لتعزيز استخدام نظام التشغيل لينكس في مراكز البيانات الخاصة بالشركات، وفي شبكات الاتصالات السلكية واللاسلكية، وعلى أجهزة الحاسوب المكتبية. وأيضا:
- قدمت مصادر لقطع غيار الأجهزة الخاصة بمجتمع البرمجيات المجانية ولمجتمع المصدر المفتوح
- اختبرت وقدمت تقارير حول برمجيات المصدر المفتوح.
- وظفت عدد من مطوري لينكس.

من موظفي OSDL لينوس تورفالدس، أول من عمل في OSDL، وبريس هارينغتون.في عام 2005، كان اندرو «تردج» تردجل كان ثاني شخص ينضم ل OSDL لمدة عام.
امتلكت مراكز بيانات في بيفرتون، في ولاية أوريغون في الولايات المتحدة وفي يوكوهاما في اليابان.
OSDL لها وسطاء استثمار هم كما يلي : 7 ممولين Computer Associates, Fujitsu, Hitachi, الخ...، هيوليت باكارد hp، آي بي إم IBM، شركة إنتل Intel، شركة نيبون للكهرباء، فضلا عن مجموعة كبيرة من بائعي برامج مستقلين، وشركات المستخدمين والمؤسسات التعليمية.ولها أيضا لجنة قيادية متألفة من ممثلين من وسطاء الاستثمارات وهذه اللجنة القيادية تعمل على توجيه منظمة OSDL.كما أن هذه اللجنة القيادية تملك أيضا طاقم مهم خاص بها.

### مجموعات العمل
أنشأت OSDL أربع مجموعات عمل منذ عام 2002 :
- Mobile Linux Initiative (MLI) مبادرة اللينوكس الخاص بالموبايل (الهاتف اللاسلكي المتنقل)
- Carrier Grade Linux (CGL) سيرفرات لينوكس
- Data Center Linux (DCL) مركز بيانات لينوكس
- Desktop Linux (DTL) الأجهزة المكتبية الخاصة ب لينوكس